# رامح (اسم)
رامح هو اسم علم مذكر من أصل عربي، ومعناه هو الطاعن بالرمح، والرامح ذو رمح.

## وصلات خارجية
- موسوعة السلطان قابوس لأسماء العرب نسخة محفوظة 5 أبريل 2019 على موقع واي باك مشين.